# Verkehrstruppen
Verkehrstruppen war in Deutschland von 1904 bis 1936 der Sammelbegriff für militärische Abteilungen der Fernsprecher, Funker und Feldluftschiffer. Hierzu gehörten auch Truppenteile, die im Kriegseinsatz Verkehrsmittel, Eisenbahnen, Telegraphen, optische Signalgeräte, Kraftfahrzeuge und Fahrräder, Luftfahrzeuge und Brieftauben zum Einsatz brachten und verwendeten.

## Geschichte
Die ersten Überlegungen zu Spezialtruppen für den Transport von Soldaten und Ausrüstung stellte der spätere Chef des Generalstabs Helmuth von Moltke 1836 und 1841 in kurzen Veröffentlichungen an. Er hatte dabei den schnellen Transport von Soldaten, Waffen und militärischen Geräten im Blick. Die ersten größeren Truppenverlegungen per Eisenbahn erfolgten in den Schleswig-Holsteinischen Feldzügen 1849/51. Aufgrund der dabei gesammelten Erfahrungen und auf Basis eines diesbezüglichen Memorandums entschied sich der preußische Generalstab zur Aufstellung von speziellen Verkehrstruppen. Erste Erfahrungen sammelten diese Verbände der preußischen Armee im Deutsch-Dänischen Krieg 1864 sowie im Deutschen Krieg 1866.

### Eisenbahn- und Telegraphentruppe
Den Vorrang erhielten zunächst die Feldeisenbahnabteilungen, die ihr Können im Deutschen Krieg auf dem Kriegsschauplatz in Böhmen unter Beweis stellten. Im Frankreichfeldzug 1870/71 wurde mit Allerhöchster Kabinettsorder vom 10. August 1869 beim Garde-Pionier-Bataillon eine Abteilung für den Feldeisenbahn- und Telegraphendienst errichtet. Unmittelbar nach dem Krieg wurde ein Eisenbahnbataillon aufgestellt, welches 1876 durch ein zweites Bataillon ergänzt wurde und zu einem Eisenbahnregiment aufwuchs. Mit Wirkung zum 1. April 1899 wurde die Inspektion der Verkehrstruppen in Berlin errichtet. Die Eisenbahntruppen erlebten bis 1914 einen enormen Aufschwung und unterstanden mit den Luftschiffertruppen, den Versuchsabteilungen der Verkehrstruppen und den Kraftfahrtruppen der Generalinspektion des Verkehrswesens. Die Verkehrstruppen gehörten gliederungsmäßig zum Gardekorps der Preußischen Armee; die oberste Leitung der Verkehrstruppen lag beim Generalstab. Im gleichen Jahr wurden die Telegraphentruppen – mit einem Telegraphenregiment – neu aufgestellt.

### Luftschiffertruppen, Ballonfahrer und Drachenflieger
Die ersten Aufstellungen von Luftschiffertruppen begann 1880, in Preußen wurde 1884 die erste Luftschiffertruppe installiert und 1894 durch eine Luftschiffer-Lehranstalt erweitert. Nachdem sie zuerst der Eisenbahntruppe zugeordnet waren, wurden sie 1894 als ein selbständiger Truppenteil der Preußischen Eisenbahnbrigade unterstellt. Es folgte 1901 die Aufstellung eines Luftschifferbataillons mit Standort Berlin-Reinickendorf. Die aus je zwei Kompanien bestehende Bataillon wuchsen zu drei Bataillonen zu je zwei Kompanien auf. Die Luftschiffertruppe wurde gemeinsam mit den Eisenbahntruppen, den Kraftfahr- und Telegrafentruppen der Generalinspektion der Verkehrstruppen zugeteilt.

## Aufgaben
Die Verkehrstruppen erprobten mit ihren Versuchsabteilungen Transport- und Fernmeldemittel, die im Kriegsfall zur Anwendung kommen sollten. In den Stäben wurden Planungen für die Ausnutzung der Transportkapazitäten für den taktischen Einsatz erarbeitet. Die Nutzung von Telegrapheneinrichtungen zur schnellen Übermittlung von militärischen Lagen und Befehlen. Die Angehörigen wurden aber auch für die Zerstörung feindlicher Transportmittel und Telegraphenstationen ausgebildet. Die Eisenbahntruppen, die zu den Verkehrstruppen gehörten, bestanden aus ehemaligen Pionieren und waren für den Ausbau des Schienennetzes zuständig. Daneben oblag ihnen im Kriegseinsatz auch die Zerstörung von Gleisen und rollendem Material.

## Preußische Armee
Die Verkehrstruppen wurden ab 1871 aufgestellt und erweitert. Dazu ist folgende Aufstellungshistorie bekannt:
- Verkehrstruppen, ab 1871[4]
  - 1871 Eisenbahn-Bataillon I., Aufstellung aus Feldbahn-Abteilung und Pionier-Bataillon in Berlin am 1. Oktober 1871
  - 1875 Eisenbahn-Regiment Nr. 1, Aufstellung/Vermehrung aus Eisenbahn-Bataillon in Berlin am 30. Dezember 1875
  - 1884 Luftschiffer-Abteilung, Bildung aus Verkehrstruppen per AKO befohlen in Berlin am 27. März 1884
  - 1887 Eisenbahn-Bataillon III. und IV. in Berlin ab 1887, Luftschiffer beim Reg. Nr. 1 unterstellt, in Berlin am 2. Oktober 1887
  - 1890 Eisenbahn-Brigade-Stab und Eisenbahn-Regiment Nr. 1, Luftschiffer beim Brigade-Stab unterstellt, in Berlin am 1. April 1890
  - 1893 Eisenbahn-Regiment Nr. 2, Aufstellung in Berlin am 11. August 1893
  - 1893 Eisenbahn-Regiment Nr. 3, Aufstellung in Berlin am 1. Oktober 1893
  - 1899 Inspektion der Verkehrstruppen in Berlin mit weiteren Organisationen gebildet am 1. April 1899
  - 1899 Telegraphen-Bataillon Nr. 1 mit Detachements, Bespannungsabteilung und Telegraphen-Schule ab 25. März 1899 in Berlin
  - 1899 Telegraphen-Bataillon Nr. 2 mit, Bespannungsabteilung und Telegraphen-Schule ab 25. März 1899 in Frankfurt
  - 1899 Telegraphen-Bataillon Nr. 3 mit, Bespannungsabteilung und Telegraphen-Schule ab 25. März 1899 in Koblenz
  - 1901 Versuchsabteilung ab 26. März, Luftschiffer-Bataillon mit 2. Kompanie ab 1. Oktober 1901 in Berlin

Die preußischen Verkehrstruppen waren 1914 vor Ausbruch des Ersten Weltkriegs in der General-Inspektion des Militär-Verkehrswesens in Berlin zusammengefasst. Ihr unterstanden:

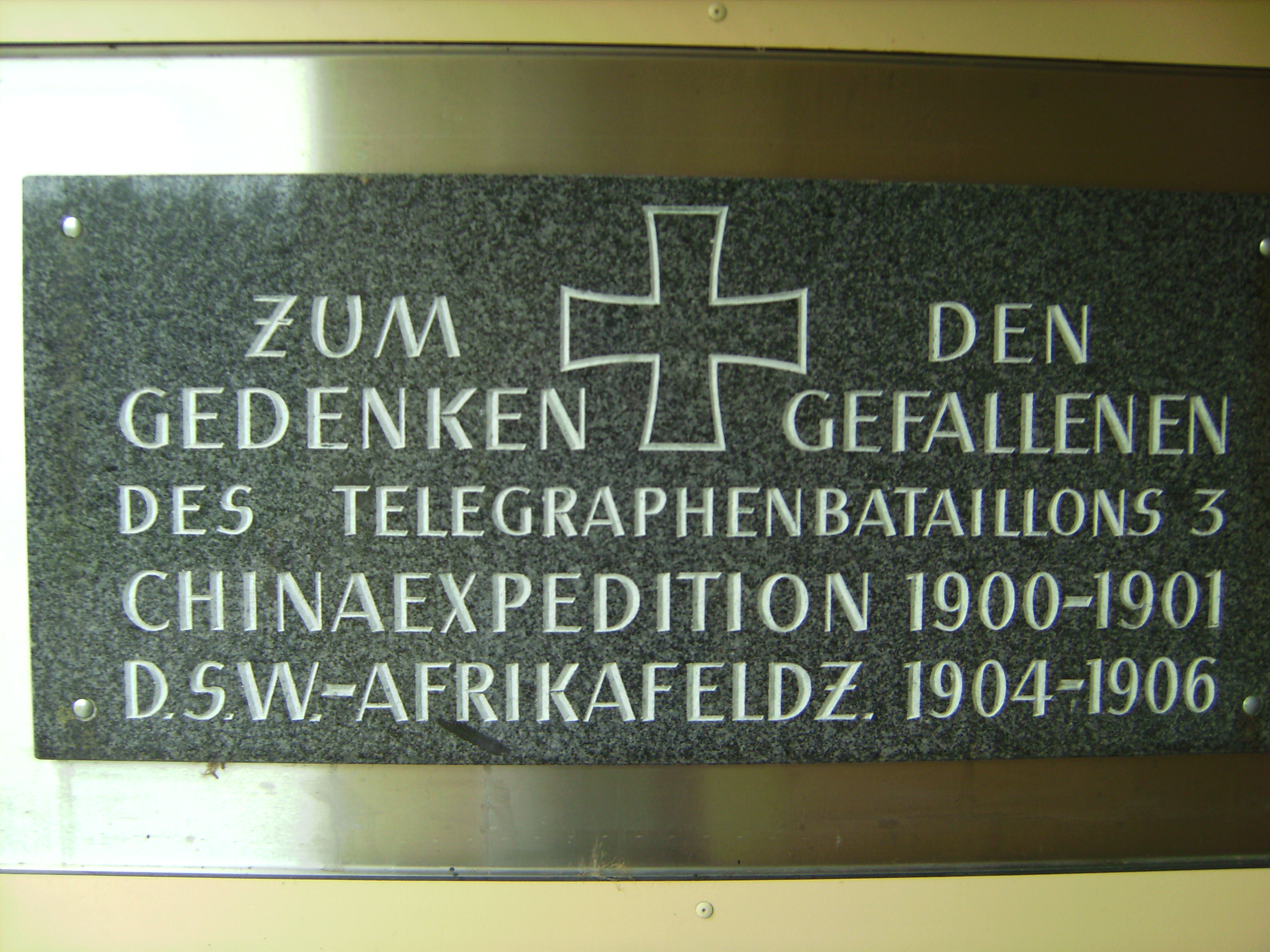
Gedenktafel für die Gefallenen des Telegraphenbataillons 3

- Inspektion der Eisenbahntruppen

1. Eisenbahn-Brigade in Berlin
Eisenbahn-Regiment Nr. 1
Eisenbahn-Bataillon Nr. 4
2. Eisenbahn-Brigade in Hanau
Eisenbahn-Regiment Nr. 2
Eisenbahn-Regiment Nr. 3
- Inspektion der Feldtelegraphie

1. Inspektion der Telegraphentruppen in Berlin
Telegraphen-Bataillon Nr. 1
Sächsisches Telegraphen-Bataillon Nr. 7
2. Inspektion der Telegraphentruppen in Karlsruhe
Telegraphen-Bataillon Nr. 3
Telegraphen-Bataillon Nr. 4
Telegraphen-Bataillon Nr. 6
3. Inspektion der Telegraphentruppen in Danzig
Telegraphen-Bataillon Nr. 2
Telegraphen-Bataillon Nr. 5
- Inspektion des Militär-Luft- und Kraft-Fahrwesens

Inspektion der Luftschiffertruppen
Luftschiffer-Bataillon Nr. 1
Luftschiffer-Bataillon Nr. 2 (mit Luftschiff-Werft)
Luftschiffer-Bataillon Nr. 3
Luftschiffer-Bataillon Nr. 4
Luftschiffer-Bataillon Nr. 5
Inspektion der Fliegertruppen
Flieger-Bataillon Nr. 1
Flieger-Bataillon Nr. 2
Flieger-Bataillon Nr. 3
Flieger-Bataillon Nr. 4

## Bayerische Armee
In den Streitkräften des Königreichs Bayern wurde 1873 eine Eisenbahnkompanie aufgestellt und 1887 zum Eisenbahnbataillon erweitert, ihm wurde 1908 eine Kraftfahrabteilung angeschlossen.
1890 aufgestellte Luftschiffer-Lehrabteilung wurde 1895 in eine Luftschifferabteilung und 1911 unter Eingliederung der bisher beim Eisenbahnbataillon eingeteilten Kraftfahrabteilung zur Luftschiffer- und Kraftfahrabteilung umgewandelt. 1912 wurde die Abteilung in Luft- und Kraftfahrbataillon umbenannt. Unter der Luftschiffer-Kraftfahrabteilung wurde 1912 eine Fliegerkompanie errichtet, die 1913 in eine selbständige Militärfliegerstation umgewandelt und in Fliegerbataillon umbenannt wurde.
An die Stelle der 1888 formierten Militär-Telegraphen-Schule trat 1901 die Kavallerie-Telegraphen-Schule, die 1906 zum Telegraphen-Detachement erweitert und 1911 in Telegraphenbataillon umbenannt wurde. Ein weiteres Telegraphenbataillon wurde 1913 aufgestellt.
Die „Inspektion des Ingenieurkorps und der Festungen“, die Bestandteil des Genie-Korps-Kommandos war, wurde 1912 aufgehoben. An ihre Stelle trat die Inspektion des Ingenieurkorps, der die Pionierinspektion, die Inspektion der Verkehrstruppen und die Festungsinspektion unterstellt wurden. Der Inspektion der Verkehrstruppen wiederum unterstanden die Eisenbahn-, Kraftfahr- und Telegraphentruppen, weiterhin die Luftschiffer, Flieger und die Kavallerie-Telegraphenschule. Die Verkehrstruppen wurden nach dem Ersten Weltkrieg im Jahr 1919 aufgelöst.

## Württembergische Armee
1887 wird im Königreich Württemberg die erste Eisenbahnkompanie aufgestellt und als 16. (Königlich Württembergische) Kompanie dem Preußischen Eisenbahn-Regiment unterstellt. 1893 wird sie umgegliedert und zur 4. (Königlich Württembergische) Kompanie des Preußischen Eisenbahn-Regiments Nr. 4. 1899 erfolgte die komplette Übernahme in die preußische Armee.
1899 wird ein Württembergisches Detachement beim Preußischen Telegraphen-Bataillon Nr. 1 aufgestellt. Es folgten von 1911 bis 1913 weitere Aufstellungen Württembergischer Detachements und Verkehrstruppen:
- bei der 4. Funkerkompanie des Preußischen Telegraphen-Bataillons Nr. 1
- bei der Betriebsabteilung der Preußischen Eisenbahn-Brigade
- bei der Preußischen Versuchsabteilung und Versuchskompanie des Militärverkehrswesen
- beim Preußischen Luftschiffer-Bataillon Nr. 3
- beim Preußischen Kraftfahr-Bataillon
- bei der Preußischen Fliegertruppe
- Aufstellung einer Württembergischen Eisenbahnkompanie und Unterstellung zum Preußischen Eisenbahn-Bataillon Nr. 4 in Berlin (der 1. Eisenbahn-Brigade unterstellt)
- Aufstellung eines Württembergischen Detachements bei einer preußischen Festungs-Fernsprecher-Kompagnie.
- Aufstellung einer Württembergischen Luftschiffer-Kompagnie in Friedrichshafen unter Wegfall der Detachements beim Luftschiffer-Bataillon Nr. 3 und bei der Fliegertruppe.
- Aufstellung einer Württembergischen Telegraphen-Kompagnie in Karlsruhe unter Wegfall des Detachements beim Telegraphen-Bataillon Nr. 1.

## Reichswehr und Wehrmacht
1919 wurde die Inspektion der Verkehrstruppen als In 6 (F=Fahrtruppen) und In 6 (K=Kraftfahrtruppen) in das Reichswehrministerium integriert, und 1935, mit der Umbenennung des Reichswehrministeriums in Reichskriegsministerium, wurde die In 6 aufgelöst. Letzter Chef des Stabes Kraftfahrtruppen In 6 (K) war vom 1. Oktober 1931 bis 14. Oktober 1935 der spätere Generaloberst Heinz Guderian. Die Verkehrstruppen waren nun in eigenständige Spezialeinheiten wie Pioniertruppe, Fernmeldetruppe, Nachschubtruppe und Transporttruppe, Feldjägertruppe aufgewachsen und in Bataillone und Regimenter gegliedert.